# Johann Ehrenfried Colberg
Johann Ehrenfried Colberg (* 25. November 1759 in Stralsund; † 29. September 1822 ebenda) war ein deutscher evangelisch-lutherischer Geistlicher.

## Leben
Johann Ehrenfried Colberg stammte aus einer pommerschen Theologenfamilie. Er war ein Sohn des Stralsunder Superintendenten Ehrenfried Christian Colberg. Nach dem Besuch des Gymnasiums Stralsund studierte er Evangelische Theologie, von 1778 bis 1783 an der Universität Göttingen und von 1781 bis 1783 an der Universität Greifswald. Hier war er 1783 Respondent einer Disputation über die Auferstehung Jesu unter dem Vorsitz des Generalsuperintendenten Bernhard Friedrich Quistorp. Von 1783 bis 1785 war er Assistent bei Pastor Hermann Andreas Pistorius in Poseritz.
1785 erfolgte seine Berufung zum Pastor der Stralsunder Heilgeistkirche. Zu seiner Einführung widmete ihm Christian Heinrich Groskurd eine Gratulationsschrift Etwas über das Fehlerhafte in der gewöhnlichen Vorbereitung junger Leute zu künftigen Predigern. Neben seinem Gemeindepfarramt unterstützte Colberg seinen Vater Ehrenfried Christian Colberg in dessen Amt als Superintendent und verfasste zahlreiche theologische Rezensionen.

## Werke
- De Resurrectione Iesu Christi, Objectionibus Nuperrime A Deista Guelpherbytano Allatis Secundum Veras De Inspiratione Historica Notiones Neqve Dubia Neqve Incerta Reddita Dissertatio Dogmatico-Polemico-Theologica / Quam Praeside Viro Magnifico, Summe Venerando, Excellentissimo, Doctissimo Bernhardo Friedrico Quistorpio, S.S. Theologiae Doctore Et In Academia Gryphiswaldensi Professore Primario ... Publico Examini Subiicit Autor Iohannes Ehrenfried Colberg, Sundensis Art. Lib. Et Philos. Magister In Aud. Mai. Die XXII. Febr. MDCCLXXXIII. Greifswald 1783.
- (Hrsg.) Dem … Herrn Brandanus Gebhardi widmet einige Betrachtungen über den Wert des öffentlichen Gottesdienstes … bei der Feyer seiner 50-jährigen Amtsführung … das Stralsundische Ministerium. 1783.